# Jabin
Pour les articles homonymes, voir Jabin (homonymie).
Jabin (en hebreu : יָבִין Yāḇīn) est le nom de deux rois d'Hazor (pays de Canaan) de l'Ancien Testament. Le premier fut vaincu et mis à mort avec tout son peuple par Josué (1600 av. J.-C.[réf. nécessaire]). Le second réduisit les Israélites en captivité et les tint esclaves pendant vingt ans (1416-1396[réf. nécessaire]) ; au bout de ce temps, les Israélites, conduits par Barac et Débora, secouèrent le joug : Jabin périt en les combattant.